# Бай Цзин
Бай Цзин (кит. упр. 白静, пиньинь Bái Jìng; 4 июля 1983, Дяобиншань, Ляонин, Китай — 28 февраля 2012, Пекин, Китай) — китайская актриса.

## Биография
Бай Цзин родилась 4 июля 1983 года Дяобиншане (Ляонин, Китай).
Бай Цзин снималась в кино 5 лет — с 2007 года и до своей смерти в 2012 году.

## Личная жизнь
В 2004 году Бай Цзин начала встречаться с женатым и имеющим сына Чжоу Чэнхаем. Позже Чжоу Чэнхай развёлся с женой и они с Бай Цзин поженились в 2010 году после 6-ти лет отношений.

## Гибель
28 февраля 2012 года муж 28-летней Бай Цзин, Чжоу Чэнхай, зарезал её во время семейной ссоры у них дома в Пекине (Китай), после чего совершил самоубийство.

## Фильмография
- «Цзоу Чжу Цяо» (2008)
- «Троецарствие: Возрождение дракона» (2008)
- «Наконечник Рен» (2009)
- «Железный человек» (2009)
- «Сказка о двух ослах» (2009)
- «Кунг-фу Вин Чунь» (2010)
- «Охота за сокровищами» (2011)